# Navenby
Navenby is een civil parish in het bestuurlijke gebied North Kesteven, in het Engelse graafschap Lincolnshire met 2128 inwoners.

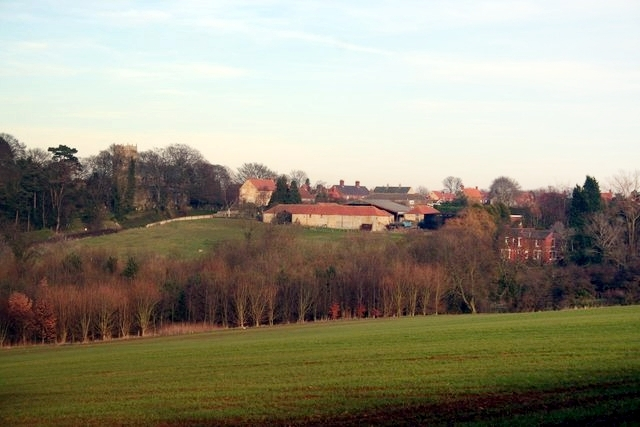
Navenby
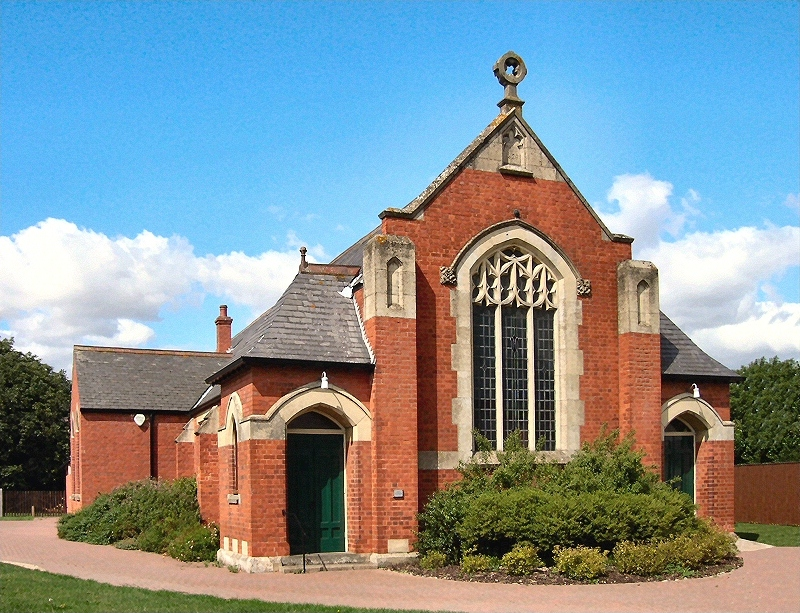
Methodistenkerk in Navenby
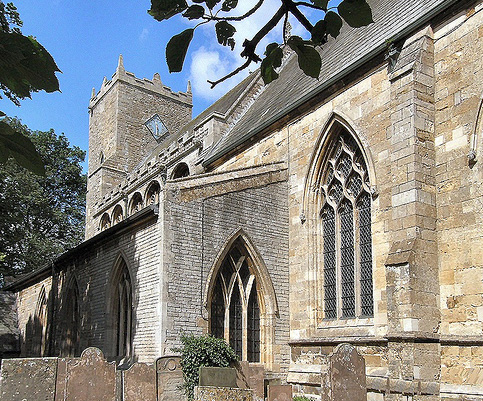
Kerk van St Peter, Navenby